# Campionati tedeschi di sci alpino 1989
Ai Campionati tedeschi di sci alpino 1989 furono assegnati i titoli di supergigante, slalom gigante e slalom speciale, sia maschili sia femminili.

## Risultati

### Uomini

#### Supergigante
| Pos. | Atleta           | Nazione        |
| ---- | ---------------- | -------------- |
| 1    | Markus Wasmeier  | Germania Ovest |
| 2    | Armin Bittner    | Germania Ovest |
| 3    | Hannes Zehentner | Germania Ovest |

#### Slalom gigante
| Pos. | Atleta          | Nazione        |
| ---- | --------------- | -------------- |
| 1    | Armin Bittner   | Germania Ovest |
| 2    | Peter Roth      | Germania Ovest |
| 3    | Markus Wasmeier | Germania Ovest |

#### Slalom speciale
| Pos. | Atleta        | Nazione        |
| ---- | ------------- | -------------- |
| 1    | Peter Roth    | Germania Ovest |
| 2    | Armin Bittner | Germania Ovest |
| 3    | Josef Schick  | Germania Ovest |

### Donne

#### Supergigante
| Pos. | Atleta          | Nazione        |
| ---- | --------------- | -------------- |
| 1    | Katja Seizinger | Germania Ovest |
| 2    | Karin Dedler    | Germania Ovest |
| 3    | Traudl Hächer   | Germania Ovest |

#### Slalom gigante
| Pos. | Atleta          | Nazione        |
| ---- | --------------- | -------------- |
| 1    | Michaela Gerg   | Germania Ovest |
| 2    | Angelika Hurler | Germania Ovest |
| 3    | Christina Meier | Germania Ovest |

#### Slalom speciale
| Pos. | Atleta        | Nazione        |
| ---- | ------------- | -------------- |
| 1    | Angela Drexl  | Germania Ovest |
| 2    | Michaela Gerg | Germania Ovest |
| 3    | Miriam Vogt   | Germania Ovest |